# Ranschbach
Ranschbach ist eine Ortsgemeinde im Landkreis Südliche Weinstraße in Rheinland-Pfalz. Sie gehört der Verbandsgemeinde Landau-Land an, die ihren Verwaltungssitz in der Stadt Landau in der Pfalz hat und innerhalb derer sie, gemessen an der Einwohnerzahl, die fünftkleinste Ortsgemeinde darstellt. Gemessen an der Fläche gehört Ranschbach zu den kleinsten Gemeinden Deutschlands.

## Geographie

### Lage
Die Ortsgemeinde liegt acht Kilometer westlich von Landau in der Pfalz in der Region Weinstraße. Der äußerste Westzipfel der Gemarkung ragt bis in den Wasgau. Der gleichnamige Bach durch fließt das Siedlungsgebiet in West-Ost-Richtung. Nachbargemeinden sind – im Uhrzeigersinn – Birkweiler, Landau in der Pfalz, Leinsweiler und Annweiler am Trifels.

### Klima
Bedingt durch die Lage in der Vorderpfalz hat Ranschbach eine Jahresdurchschnittstemperatur von rund neun Grad Celsius.

## Geschichte
Eine erste urkundliche Erwähnung erfolgte in der Schreibweise „Ranspach“ 1299. Ranschbach war bereits 1205 der Herrschaft Madenburg zugehörig und blieb es bis Ende des 18. Jahrhunderts. Bereits im Jahr 1225 war der Ort Gerichtsstand und gehörte zum Besitz der Bischöfe von Speyer. Im 14. Jahrhundert war die Gemeinde ein Bestandteil des Kämmerlehens der Grafen zu Leiningen.
Von 1798 bis 1814, als die Pfalz ein Teil der Französischen Republik (bis 1804) und anschließend des Napoleonischen Kaiserreichs war, war „Ransbach“ – so der damalige Ortsname – in den Kanton Landau eingegliedert. 1815 hatte der Ort 336 Einwohner. Im selben Jahr wurde er Österreich zugeschlagen. Bereits ein Jahr später wechselte der Ort wie die gesamte Pfalz in das Königreich Bayern. Von 1818 bis 1862 gehörte die Gemeinde zum Landkommissariat Landau an; aus diesem ging das Bezirksamt Landau  hervor.
Ab 1939 war der Ort ein Bestandteil des Landkreises Landau in der Pfalz. Nach dem Zweiten Weltkrieg wurde Ranschbach innerhalb der französischen Besatzungszone ein Teil des damals neu gebildeten Landes Rheinland-Pfalz. Im Zuge der ersten rheinland-pfälzischen Verwaltungsreform wechselte der Ort am 7. Juni 1969 in den neu geschaffenen Landkreis Landau-Bad Bergzabern, der 1978 in Landkreis Südliche Weinstraße umbenannt wurde. 1972 wurde Ranschbach der ebenfalls neu gebildeten Verbandsgemeinde Landau-Land zugeordnet.

## Politik

### Gemeinderat
Der Gemeinderat in Ranschbach besteht aus zwölf Ratsmitgliedern, die bei der Kommunalwahl am 9. Juni 2024 in einer Mehrheitswahl gewählt wurden, und dem ehrenamtlichen Ortsbürgermeister als Vorsitzendem.

### Bürgermeister
Thorsten Doll wurde 2019 Ortsbürgermeister von Ranschbach. Bei der Direktwahl am 26. Mai 2019 war er mit einem Stimmenanteil von 87,39 % gewählt worden. Bei der Direktwahl am 9. Juni 2024 wurde Doll als einziger Bewerber mit 89,0 % für weitere fünf Jahre in seinem Amt bestätigt.
Dolls Vorgänger Hubert Scherthan war nach 25 Jahren im Amt nicht erneut angetreten.

### Wappen
| Wappen von Ranschbach | Blasonierung: „In Grün ein silberner Schrägwellenbalken, oben beseitet von einem sechsstrahligen silbernen Stern, unten von einer silbernen Lilie.“ |
| Wappen von Ranschbach | |

## Kultur und Sehenswürdigkeiten

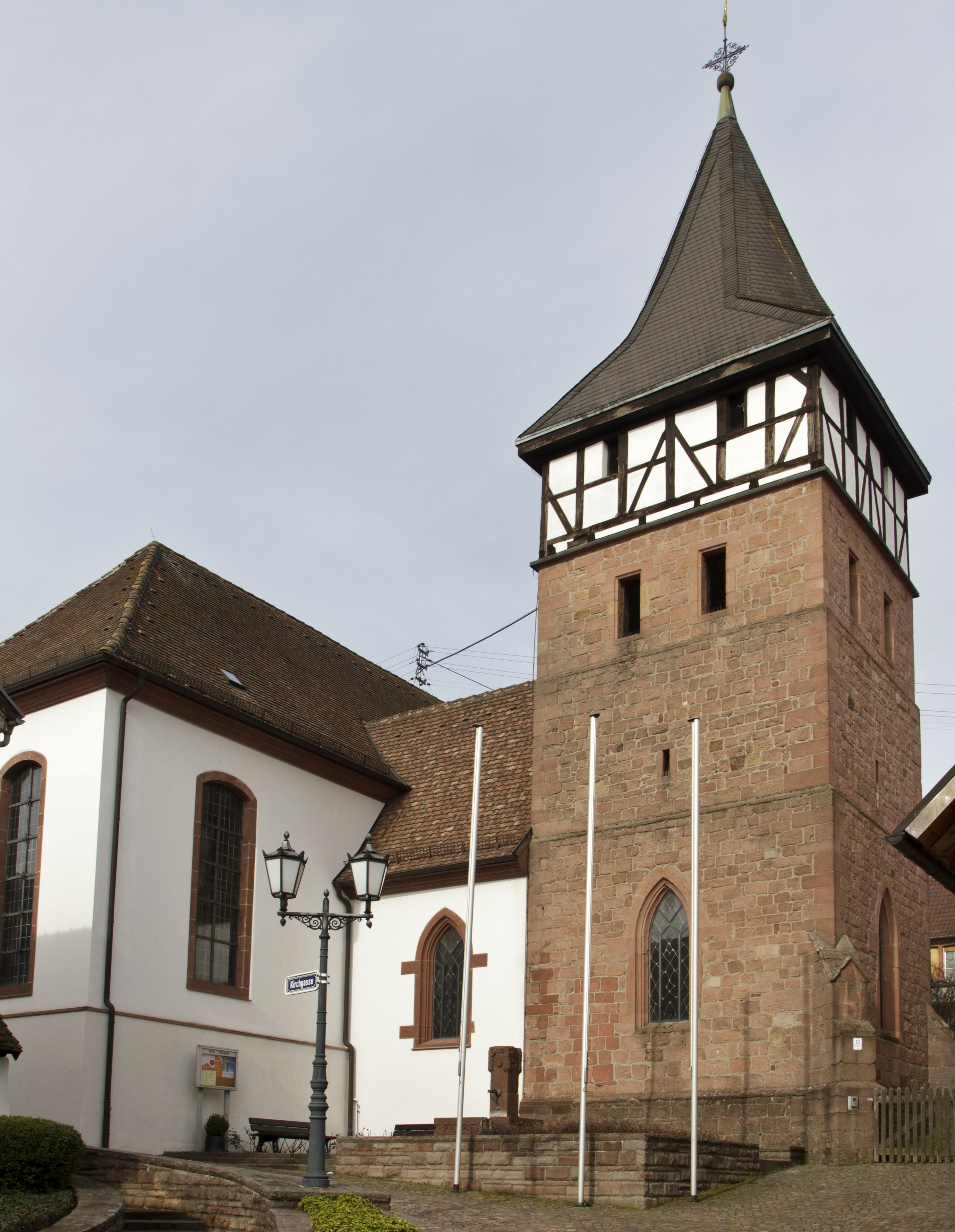
Katholische Pfarr- und Wallfahrtskirche Allerheiligen

### Kulturdenkmäler
Vor Ort existieren vier Objekte, die unter Denkmalschutz stehen.

### Wallfahrtskirche Allerheiligen
Am Fuße des Neukasteler Berges, etwas westlich außerhalb des Ortes befindet sich die Kaltenbrunn-Quelle. Dort soll es bereits in vorchristlicher Zeit ein Quellheiligtum gegeben haben. Im Mittelalter gab es dort eine Marienwallfahrtsstätte, zu deren Pflege und Organisation 1662 ein Kaplan eingestellt wurde. 1973 wurde mit der Ausgrabung der Fundamente der alten Wallfahrtskirche begonnen. Überregional bekannt wurde die Quelle 1983 durch die Bildzeitung, die über angebliche Wunderheilungen berichtete. Dies löste einen Massenansturm aus. Zwischen März und August strömten mehr als 350.000 Besucher in den kleinen Ort. Die Quelle wurde behördlich geschlossen, ist inzwischen aber wieder zugänglich.

## Wirtschaft und Infrastruktur

### Wirtschaft
Ranschbach ist ein Winzerort und ein Teil des Weinanbaugebiets Pfalz. Vor Ort befindet sich die Einzellage Seligmacher (65,05 ha). Die Lage gehört zur Großlage Königsgarten.

### Verkehr
Durch Ranschbach führt die Landesstraße 508, die in diesem Bereich mit der Deutschen Weinstraße identisch ist. Der Ort ist über die Buslinien 520 und 530 des Verkehrsverbundes Rhein-Neckar an das Nahverkehrsnetz angebunden. Die Gemeinde liegt am Radweg Deutsche Weinstraße.

## Persönlichkeiten

### Söhne und Töchter der Gemeinde
- Peter Morio (1887–1960), Agronom und Rebenzüchter
- Walter Morio (1920–2008), Politiker (CDU)

### Personen, die vor Ort gewirkt haben
- Emich IV. (~1215–vor 1279), Graf von Leiningen, war Besitzer der Gemeinde
- Hans-Dieter Scherthan (1943–2018), Politiker (CDU), war ab 1974 Ortsbürgermeister
- Tina Kiefer (* 26. Februar 1981), 2003/2004 Pfälzische Weinkönigin